# Lil Wayne
Dwayne Michael Carter, Jr., bolje poznan kot Lil Wayne je ameriški raper, * 27. september 1982, New Orleans, Louisiana, ZDA. 
Bil je član skupine »Hot Boys«. Samostojno kariero je začel 1999, ko je izdal album Tha Block Is Hot. Njegov najuspešnejši album pa je bil The Carter, ki je bil izdan leta 2004. Leta 2006 je skupaj z Birdmanom izdal album z Like Father, like Son. MTV ga je leta 2007 označil za najboljšega raperja.

## Diskografija

### Studijski albumi
- 1999: Tha Block Is Hot
- 2000: Lights Out
- 2002: 500 Degreez
- 2004: Tha Carter
- 2005: Tha Carter II
- 2008: Tha Carter III
- 2010: Rebirth
- 2010: I Am Not a Human Being
- 2011: Tha Carter IV
- 2013: I Am Not a Human Being II
- 2015: Free Weezy Album
- 2017: Tha Carter V

### ZBirdmanom
- 2006: Like Father, Li Son